# Braidwood (Australia)
Braidwood – miasto w Australii, w stanie Nowa Południowa Walia.